# Hebius frenatum
Espèce
Synonymes
- Amphiesma frenata Dunn, 1923
- Amphiesma frenatum Dunn, 1923

Statut de conservation UICN

 DD  : Données insuffisantes
Hebius frenatum est une espèce de serpents de la famille des Natricidae. 

## Répartition
Cette espèce est endémique du Sarawak en Malaisie orientale sur l'île de Bornéo.

## Publication originale
- Dunn, 1923 : On a collection of reptiles from Sarawak. The Journal of the Malaysian Branch of the Royal Asiatic Society, Singapore, vol. 1, p. 1-4.